# Saison 2025-2026 des Pacers de l'Indiana
La saison 2025-2026 des Pacers de l'Indiana est la 59e saison de la franchise et la 50e saison au sein de la National Basketball Association (NBA).

## Draft
| Tour | Choix | Joueur       | Poste | Nationalité | Provenance        |
| ---- | ----- | ------------ | ----- | ----------- | ----------------- |
| 2    | 54    | Taelon Peter | PG    | États-Unis  | Flames de Liberty |

## Matchs

### Summer League
| Summer League Total: 3-2 |

| Match | Date match | Équipe              | Score     | Meilleur marqueur  | Meilleur rebondeur   | Meilleur passeur   | Lieux Spectateurs      | Série |
| ----- | ---------- | ------------------- | --------- | ------------------ | -------------------- | ------------------ | ---------------------- | ----- |
| 1     | 10 juillet | Cleveland           | V 116-115 | RayJ Dennis (26)   | Enrique Freeman (7)  | RayJ Dennis (9)    | Cox Pavilion 0         | 1 - 0 |
| 2     | 12 juillet | Oklahoma City       | D 85-104  | Robert Baker (16)  | Enrique Freeman (11) | Dennis, Furphy (4) | Cox Pavilion 0         | 1 - 1 |
| 3     | 14 juillet | Chicago             | D 105-114 | Dennis, Jones (20) | Enrique Freeman (10) | Kam Jones (6)      | Cox Pavilion 0         | 1 - 2 |
| 4     | 17 juillet | New York            | V 91-88   | Kam Jones (21)     | Enrique Freeman (10) | Kam Jones (11)     | Thomas & Mack Center 0 | 2 - 2 |
| 5     | 18 juillet | La Nouvelle-Orléans | V 113-104 | Robert Baker (26)  | Baker, Freeman (10)  | RayJ Dennis (11)   | Cox Pavilion 0         | 3 - 2 |

### Pré-saison
| Pré-saison Total: 0-0 (Domicile : 0-0; Extérieur : 0-0) |

### Saison régulière
| Saison régulière Total: 0-0 (Domicile : 0-0; Extérieur : 0-0) |